# Bedřich Jelínek
Bedřich Jelínek, anglicky též Frederick Jelinek (18. listopadu 1932, Kladno – 25. září 2010, Baltimore, Maryland, USA) byl původem český vědec, žijící od svých 16 let ve Spojených státech amerických, kde se zabýval informatikou a aplikovanou počítačovou lingvistikou.

## Dětství
Narodil se v rodině zubního lékaře MUDr. Viléma Jelínka, který byl židovského vyznání, jeho matka Trudy k judaismu pouze konvertovala. Bedřich měl ještě sestru.
Otec se obával nástupu nacismu a plánoval proto vycestování do Velké Británie, avšak na naléhání přátel tak neučinil. Na podzim 1941 byla rodina přesídlena do Prahy, otec a syn museli nosit na oblečení Davidovou hvězdu. V únoru 1945 byl otec odvlečen do koncentračního tábora v Terezíně. 13letý Bedřich i jeho sestra transportu unikli jen díky tomu, že jejich matka nebyla židovského původu a již předtím přísežně prohlásila, že otcem dětí není Vilém Jelínek, ale osoba árijského původu. Otec se stal v koncentračním táboře lékařem a koncem dubna se při epidemii tyfu[nepřesný odkaz], která tehdy v táboře propukla, nakazil a 11. května 1945 zemřel.
Po osvobození začal chodit mladý Bedřich Jelínek do gymnázia v Dušní ulici v Praze. Po komunistickém převratu v únoru 1948 požádala jeho matka o vystěhování pro celou rodinu. Jelikož se narodila českým rodičům v Curychu, považovali ji ve Spojených státech severoamerických za občanku Švýcarska a udělili jim americké vízum. Do New Yorku přijeli koncem října 1948.

## Mládí
Ve USA si nejdříve změnil jméno na Frederick Jelinek a vychodil střední školu. Rodina měla jen minimum finančních prostředků, matka ji živila vařením v několika rodinách, později dělala kuchařku v české sokolovně a Národním domě. Frederick Jelinek chtěl studovat, ale neměl peníze. Přestože to nebylo jeho původním přáním (chtěl na práva), vybral si obor s nejkratší dobou studia, začal studovat elektrotechniku. Zapsal se do večerního studia a úspěšně vystudoval elektroinženýrství v newyorské City College. Ve dne přitom vydělával, dojížděl přes řeku Hudson do New Jersey, kde vypomáhal v laboratoři elektrotechnické továrny.
Později mu udělil stipendium Výbor pro svobodnou Evropu spravovaný CIA s podmínkou, že jakmile se Československo stane svobodným státem, okamžitě se do vlasti vrátí. Vybaven stipendiem a vědomostmi nastoupil k řádnému dennímu studiu na proslulém Massachusettským technologickým institutu (MIT). V roce 1956 získal na MIT, kde již také vyučoval, titul bakaláře z oboru elektrotechniky, později magistra a roku 1962 tamtéž obhájil doktorskou práci z teorie informací.
Roku 1955 mu bylo uděleno americké občanství. Během prázdninového pobytu v Evropě dostal v roce 1957 vízum do Československa za účelem návštěvy své sestry. Setkal se tam s přítelem z mládí režisérem Milošem Formanem, který ho seznámil se scenáristkou Milenou Tobolovou. Když se s ní chtěl při příští návštěvě za dva roky oženit, československé úřady to nepovolily. Teprve až na přímluvu zprostředkovanou Jerome Wiesnerem, poradcem pro vědu prezidenta J. F. Kennedyho, u samotného nejvyššího představitele Sovětského svazu N. S. Chruščova bylo její vystěhování povoleno a vyvolená dorazila do USA, svatba byla v roce 1961.

## Vědecká činnost
V roce 1962 byl hostujícím odborným asistentem na Harvardově univerzitě, mezi roky 1962 až 1974 působil na Cornellově univerzitě v Ithace ve státě New York, kde se chtěl původně zabývat jazykovými aplikacemi informační technologie. Tento obor ale zrušili a tak se dále věnoval elektroinženýrství a stal se profesorem elektrotechniky. Jazykové aplikace ho začaly zajímat zejména potom, co jeho mladá manželka začala studovat na Harvardově univerzitě komunikační teorii u proslulého lingvisty Noama Chomského.
Vedle své řádné práce se stále více zabýval informačními teoriemi a v roce 1972 přijal nabídku počítačové firmy International Business Machines Corporation (IBM) a mezi léty 1972 až 1993 působil jako vedoucí manažer a jako hlavní organizátor výzkumu akusticko-fonetické analýzy řeči ve Watsonově výzkumném centru IBM v Yorktown Heights ve státě New York. Pracoval na způsobu, jak přimět stroj (počítač), aby mluvenou řeč dokázal zapisovat písmeny.
Od r. 1993 byl až do své smrti v roce 2010 profesorem Univerzity Johnse Hopkinse (JHU) v Baltimore a ředitelem tamního Centra pro zpracování jazyka a řeči.

## Vědecký přínos
Je považován za hlavního autora teorie, podle které dnes se vyvíjejí programy mající za úkol přimět stroj (počítač) zapsat lidskou řeč pomoci písmen, tj. převést slova do digitální podoby. Význam tohoto procesu není jen v tom, že pronesená slova stroj ihned zapíše na papír, ale také pomocí vhodného programu slova přeloží do jiného jazyka. Nutno si uvědomit, že strojový překlad běžně znám z různých překladačů se zabývá pouze překladem psaného textu, ne mluveného.
Strojové rozpoznávání mluvené řeči se prvotně snažilo řídit lidským modelem, stroje měly rozpoznávat syntaxi, gramatiku a významy slov. Bylo to velice pracné a málo úspěšné, každý člověk má jinou výslovnost a u každého slova existuje mnoho variant.
Frederick Jelinek se svými spolupracovníky šel proti proudu obvyklých lingvistických postupů, hledal nové principy, které by počítači (matematickému stroji) umožnily zachytit, rozpoznat a správně zapsat mluvené slovo. Zjistil, že pravděpodobnost správného zachycení se dá statisticky zpracovat, navrhl řešení pomoci matematické statistiky. Slova se převedou do digitální podoby a počítač se učí poznávat slova a jejich náležitý pořádek ve větách na základě opakovaných vzorců a statistické pravděpodobnosti. Dnes téměř všechny komerční a výzkumné systémy pro rozpoznávání řeči používají tuto metodu.
Počítače, které se dnes[kdy?] používají k rozpoznávaní lidské řeči, používají např. v angličtině slovník asi 60 tisíc slov. I když tam nejsou vloženy všechny možné varianty slov, tak pro běžnou řeč je tento počet dostačující, pokrývá téměř 99 % všech možných hovorů. Ve Spojených státech jsou již několik let[kdy?] v provozu automaty na koupi jízdenek na nádražích, cestují jen vysloví cílovou stanici a čas odjezdu vlaku. Také některé telefonní služby pracují na tomto principu, počítač hlasem odpoví na dotaz kde je v daném městě určitý objekt (policie, restaurace, obchod, divadlo a pod). Této metody využívají také bezpečnostní služby, kdy se při průběžném odposlechu telefonních hovorů na základě vytipovaných klíčových slov a dalšího kontextu hledají podezřelé hovory.
Digitalizace lidské řeči je základ pro strojový překlad lidské řeči, Americká armáda již např. vybavila své jednotky v Iráku a Afghánistánu přístroji pro přímé tlumočení mezi svými vojáky a domácími obyvateli.
Frederick Jelinek je mj. autorem dvou zásadních knih ve svém oboru: „Probabilistic Information Theory“ a „Statistical Methods for Speech Recognition“. Další výčet publikací a ocenění viz 

## Spolupráce
Po roce 1989 přivedl z již svobodného Československa do newyorské výzkumné centrály IBM několik mladých českých odborníků, jedním z nich byl Jan Hajič, který se později stal ředitelem Ústavu formální a aplikované lingvistiky na Matematicko-fyzikální fakultě Univerzity Karlovy. Má také velkou zásluhu na vybudování výpočetního střediska IBM právě v Praze. V roce 2001 působil rok bez nároku na odměnu jako hostující profesor na MFF UK. Téhož roku mu Universita Karlova udělila titul čestný doktorát. Spolupracoval s českými kolegy (aplikace rozpoznávacích procesů z angličtiny na češtinu) na programu MALACH, kde se počítačově zpracovávala orální historie, tj. vyprávěné svědectví lidí přeživších holokaust.
V roce 2007 se v Praze konal kongres Mezinárodní asociace počítačové lingvistiky, který byl do té doby největším v historii této organizace, zúčastnilo se ho 1100 odborníků, nechyběl ani Frederick Jelinek.

## Rodina
Jeho manželka, Milena Jelinek, byla profesorkou filmové vědy na Kolumbijské univerzitě v New Yorku a podle jejího scénáře byl v roce 1996 natočen Vladimírem Michálkem film Zapomenuté světlo oceněný na Mezinárodním filmovém festivalu v Karlových Varech třemi cenami. Vychovali společně dceru Hannah (manažerka) a syna Williama (právník).